# Pico da Vara
Pico da Vara es, con 1103 metros de altitud, la montaña más alta de la isla portuguesa de São Miguel (San Miguel), en el archipiélago de las Azores en el océano Atlántico. Se encuentra en el este de la isla, en la Serra da Tronqueira en el municipio de Nordeste. El área alrededor de la montaña incluye el mayor bosque nativo de laurisilva en la isla, que es el hogar de especies de aves endémicas en peligro de extinción, como el camachuelo de las Azores (Pyrrhula pyrrhula murina).

## Bioma

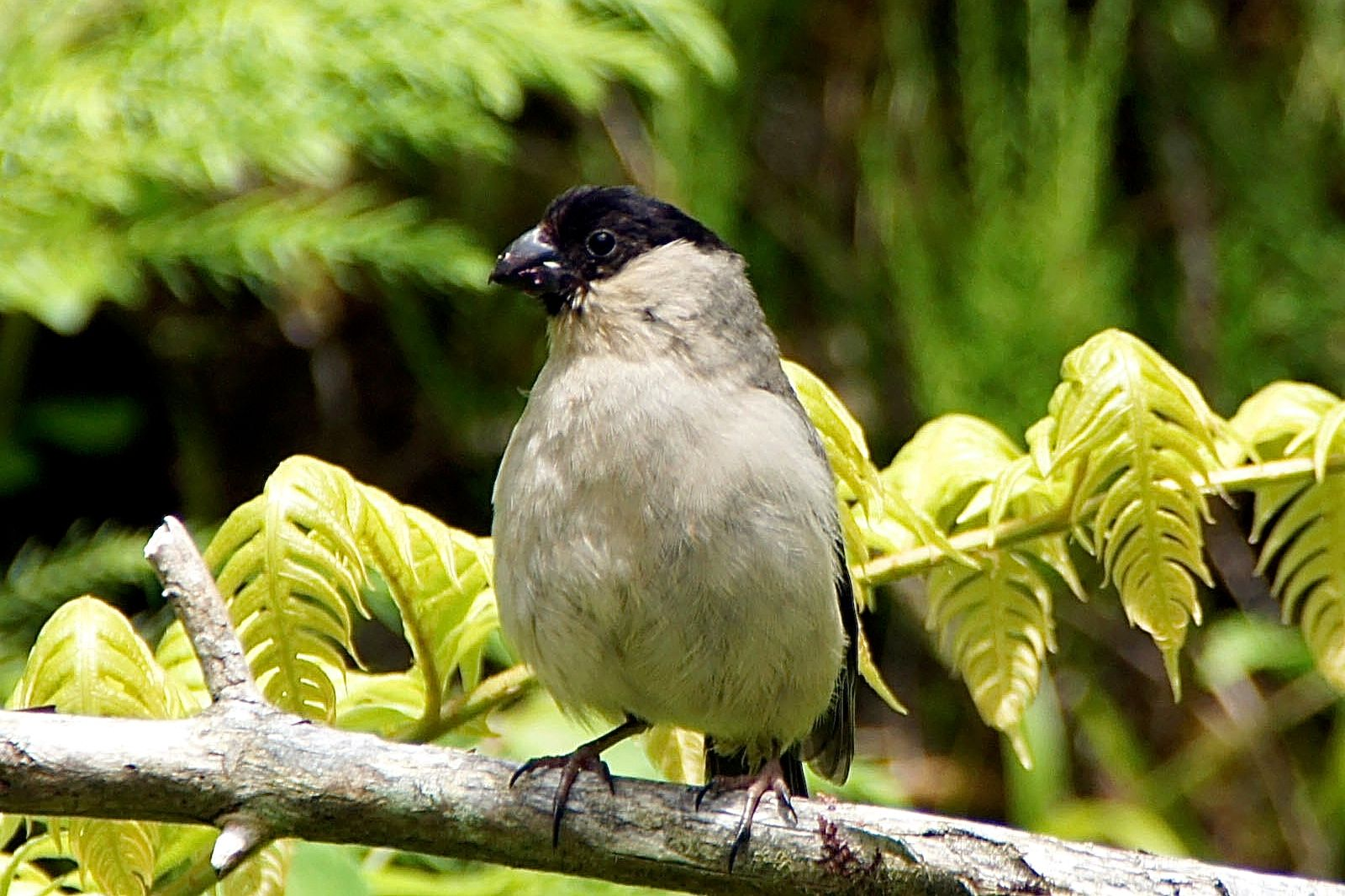
Camachuelo de las Azores (Pyrrhula murina) en Pico da Vara, San Miguel, Azores.

Pico da Vara es parte de la reserva Natura 2000, clasificada bajo la Directiva de Aves, como una zona de protección especial que incluye 1982 hectáreas de ricos paisajes botánicos y paisajes notables. La región es principalmente parte de la Reserva Natural de Pico da Vara, un área que no incluye el pico por la reserva parcial de Graminhais, clasificada en 1988.
La vegetación en Pico da Vara está dominada por un bosque denso de laurisilva, cuyos orígenes se remontan a los bosques húmedos de la Era Terciaria, que existían en el sur de Europa y que predominaron durante millones de años hasta el inicio de la glaciación. Los bosques de Pico da Vara tienen un nivel elevado de especies endémicas, que incluye plantas arbustivas, grandes hinojos y helechos. Estos incluyen acebo de Madeira (Ilex perado), acebo de las Azores (Ilex azorica), laurel de floración (Viburnum tinus y Viburnum subcordatum), enebro de Azores (Juniperus brevifolia), laurel de Azores (Laurus azorica), laurel de Portugal (Prunus lusitanica), laurel de Azores (Prunus azorica), helecho arborescente (Culcita macrocarpa) y arándano de las Azores (Vaccinium cylindraceum)